# Кайслер, Адальберт
Кайслер (Adalbert Kayssler, 1769 — 1821) — немецкий философ-шеллингианец, профессор философии в Галле и Бреславле.
Главные сочинения «Üb. die Nat. u. Bestim, d. mensch. Geistes»; «Idee der Schellingschen Philos.»; «Grundsätze der theor. und prakt. Philosophie». Высшую точку зрения в философии он определял, как познание объекта, соединённое с сознанием абсолютной свободы.

## Источник
- Кайслер, Адальберт // Энциклопедический словарь Брокгауза и Ефрона : в 86 т. (82 т. и 4 доп.). — СПб., 1890—1907.